# Neymar Canhembe
Amânsio João Pita Canhembe, meglio noto come Neymar Canhembe (Maputo, 16 novembre 1997), è un calciatore mozambicano, centrocampista del Ferroviário Maputo e della nazionale mozambicana.

## Carriera

### Club
Ha giocato nella massima serie mozambicana e nella terza divisione portoghese.

### Nazionale
Nel 2018 ha esordito in nazionale.

## Statistiche

### Cronologia presenze e reti in nazionale
| Cronologia completa delle presenze e delle reti in nazionale ― Mozambico | Cronologia completa delle presenze e delle reti in nazionale ― Mozambico | Cronologia completa delle presenze e delle reti in nazionale ― Mozambico | Cronologia completa delle presenze e delle reti in nazionale ― Mozambico | Cronologia completa delle presenze e delle reti in nazionale ― Mozambico | Cronologia completa delle presenze e delle reti in nazionale ― Mozambico | Cronologia completa delle presenze e delle reti in nazionale ― Mozambico | Cronologia completa delle presenze e delle reti in nazionale ― Mozambico |
| Data                                                                     | Città                                                                    | In casa                                                                  | Risultato                                                                | Ospiti                                                                   | Competizione                                                             | Reti                                                                     | Note                                                                     |
| ------------------------------------------------------------------------ | ------------------------------------------------------------------------ | ------------------------------------------------------------------------ | ------------------------------------------------------------------------ | ------------------------------------------------------------------------ | ------------------------------------------------------------------------ | ------------------------------------------------------------------------ | ------------------------------------------------------------------------ |
| 31-5-2018                                                                | Polokwane                                                                | Mozambico                                                                | 2 – 1                                                                    | Seychelles                                                               | Coppa COSAFA 2018 - 1º turno                                             | -                                                                        | 90’                                                                      |
| 13-10-2019                                                               | Kasarani                                                                 | Kenya                                                                    | 0 – 1                                                                    | Mozambico                                                                | Amichevole                                                               | 1                                                                        | 66’                                                                      |
| 14-11-2019                                                               | Maputo                                                                   | Mozambico                                                                | 2 – 0                                                                    | Ruanda                                                                   | Qual. Coppa d'Africa 2021                                                | -                                                                        | 65’                                                                      |
| 8-10-2020                                                                | Óbidos                                                                   | Guinea-Bissau                                                            | 1 – 0                                                                    | Mozambico                                                                | Amichevole                                                               | -                                                                        | 11’                                                                      |
| 3-9-2021                                                                 | Maputo                                                                   | Mozambico                                                                | 0 – 0                                                                    | Costa d'Avorio                                                           | Qual. Mondiali 2022                                                      | -                                                                        | 56’                                                                      |
| Totale                                                                   |                                                                          | Presenze                                                                 | 5                                                                        |                                                                          | Reti                                                                     | 1                                                                        |                                                                          |